# Aleš Krč
Aleš Krč (* 12. srpna 1990 Olomouc) je český fotbalový útočník a bývalý mládežnický reprezentant.

## Hráčská kariéra

### Úspěchy
V sezoně 2016/17 se stal nejlepším střelcem Moravskoslezské fotbalové ligy, v níž vstřelil 23 branky ve 30 startech. Toto prvenství zopakoval i v nedohraném ročníku 2020/21, v němž zaznamenal 11 branek v jedenácti utkáních.
Je aktuálně nejlepším střelcem v historii této soutěže se 164 góly (z toho 153 za Uničov). Překonal oba rekordy Martina Hanuse (103 branky v MSFL a 87 branek za jeden klub). Tento stav je platný po skončení ročníku 2021/22.
Je držitelem dvou dorosteneckých titulů – 2006/07 se Sigmou Olomouc a 2008/09 se Spartou Praha.

### Reprezentace
Českou republiku reprezentoval ve 4 utkáních, v nichž neskóroval. Za výběr do 16 let startoval v rámci turnaje Aegean Cup na přelomu ledna a února 2006, kde tým ČR obsadil druhé místo za vítěznou Ukrajinou.

### Klubová kariéra
V mládežnickém věku prošel olomouckou Sigmou a pražskou Spartou, svůj potenciál však nevyužil a do nejvyšší soutěže se neprosadil.
Ve II. lize hrál za AC Sparta Praha „B“, v 5 startech neskóroval.
V ročnících 2016/17 a 2020/21 se stal v uničovském dresu nejlepším střelcem Moravskoslezské fotbalové ligy. V průběhu sezony 2017/18 se posunul na první místo nejlepších střelců v historii MSFL (hraje se od 1991/92) před Martina Hanuse. V nejvyšší moravské soutěži dal zatím 186 branek (2010–2023) – viz Rekordy MSFL.
V MSFL debutoval a svůj první gól v této soutěži dal za B-mužstvo Sigmy Olomouc, hrál ji také v Prostějově.

### Ligová bilance
| Ročník                              | Zápasy | Góly | Minuty | Klub                 |
| ----------------------------------- | ------ | ---- | ------ | -------------------- |
| II. liga 2008/09                    | 1      | 0    | 78     | AC Sparta Praha „B“  |
| II. liga 2009/10                    | 4      | 0    | 238    | AC Sparta Praha „B“  |
| MSFL 2009/10                        | 13     | 1    | 815    | SK Sigma Olomouc „B“ |
| MSFL 2010/11                        | 26     | 4    | 1 721  | SK Uničov            |
| MSFL 2011/12                        | –      | 13   | –      | SK Uničov            |
| MSFL 2012/13                        | 16     | 14   | –      | SK Uničov            |
| MSFL 2013/14                        | 29     | 10   | –      | 1. SK Prostějov      |
| MSFL 2014/15                        | 27     | 17   | 2 191  | SK Uničov            |
| MSFL 2015/16                        | 28     | 16   | 2 406  | SK Uničov            |
| MSFL 2016/17                        | 30     | 23   | 2 636  | SK Uničov            |
| MSFL 2017/18                        | 30     | 19   | 2 645  | SK Uničov            |
| MSFL 2018/19                        | 25     | 13   | 2 150  | SK Uničov            |
| MSFL 2019/20                        | 17     | 6    | 1 256  | SK Uničov            |
| MSFL 2020/21                        | 11     | 11   | 924    | SK Uničov            |
| MSFL 2021/22                        | 32     | 17   | 2 583  | SK Uničov            |
| MSFL 2022/23                        | 33     | 22   | 2 863  | SK Uničov            |
| CELKEM II. LIGA (2009–2010)         | 5      | 0    | 316    |                      |
| CELKEM III. LIGA – MSFL (2010–2023) | –      | 186  | –      |                      |